# گومینیتسه (استان اشوی‌داشکسیه)
گومینیتسه (به لهستانی: Gumienice) یک منطقهٔ مسکونی در لهستان است که در گمینا پیژخنگتسا واقع شده‌است. گومینیتسه ۵۱۰ نفر جمعیت دارد.